# Троегубов, Виктор Аркадьевич
Троегубов, Виктор Аркадьевич (16 июля 1960, Москва) — советский и российский музыкант, автор песен, один из основателей рок-группы «Крематорий», впоследствии — лидер группы «Дым».

## Биография
Виктор Троегубов родился 16 июля 1960 года в Москве. Во втором классе родители отдали единственного сына в музыкальную школу по классу фортепиано.
В 1975 году Виктор (вокал, гитара, клавишные) собрал свою первую группу «Монстры», выступавшую на школьных танцах и исполнявшую хиты западных рок-групп. В 1977 году Троегубов окончил среднюю школу № 159 и поступил в Московский авиационный институт на факультет радиоэлектроники. В первый день учёбы Виктор познакомился с однокурсником Арменом Григоряном. Они стали проводить много времени в одной компании, но музыкальным творчеством каждый занимался в своей рок-группе. В 1981 году Троегубов в качестве бэк-вокалиста и акустического гитариста присоединился к группе Григоряна «Атмосферное давление», которая исполняла кавер-версии песен западных и отечественных рок-групп.

## Первые годы группы «Крематорий»(1983-87)
В 1982 — 83 годах у Армена и Виктора «созрел» проект по созданию русскоязычных песен. Первые попытки записи русскоязычных песен были предприняты летом 1983 года в студии Театра Советской армии, но полноценный альбом «Vinus Memoirs» соратники записали вдвоем 5-9 января 1984 года в студии Московского театра им. Маяковского. Группу после продолжительных раздумий назвали «Крематорий».
В апреле 1984 года Григорян и Троегубов при помощи двух сессионных музыкантов (альтиста Дмитрия Плетнева и барабанщика «Атмосферного давления» Александра Севастьянова) записали альбом «Крематорий II», наиболее ярко представивший стиль раннего «Крематория» и принесший группе популярность. Автором музыки и текстов 8 из 17 песен являлся Виктор Троегубов, он же исполнил в этих песнях основные вокальные партии. В те годы был весьма развит механизм распространение самодеятельных записей. Альбомы группы «Крематорий» быстро разошлись в студенческой среде и среди меломанов, многие хотели посетить концерты группы.
Вдохновленные подобным интересом, Григорян и Троегубов и  приглашают к сотрудничеству Сергея «Пушкина» Пушкарева (бас-гитара, фортепиано) и скрипача Михаила Россовского. В середине лета 1984 года «Крематорий» устраивает два концерта на квартире у своего приятеля Дмитрия Бродкина, который стал первым директором группы. На «квартирниках» «Крематорий» предлагал публике полноценный полуторачасовой концерт. Партии ударных в динамичных песнях звучали из ритм-бокса, Пушкарев играл на бас-гитаре, Россовский — на скрипке и иногда на бонгах, Григорян — на акустической гитаре, блок-флейте и пел, а Троегубов пел, играл на электрогитаре и губной гармошке. Вскоре «квартирники» стали регулярными.
После концерта 5 января 1985 года в подвале дома М. Булгакова лидеров группы «Крематорий» допросил сотрудник спецслужб, который сообщил Троегубову и Григоряну, что они должны прекратить исполнение и запись своих песен. Однако 1986-87 годы принесли послабления: в Ленинграде функционировал рок-клуб, в Москве была создана рок-лаборатория, и «Крематорий» снова активизировал свою деятельность.
Группа должна была развиваться, что понимали все музыканты коллектива. Ощущалась необходимость замены ритм-бокса на живого барабанщика, обсуждалось привлечение других инструменталистов. Наиболее противоречивыми оказались позиции двух основателей группы - и Григорян, и Троегубов сочиняли собственные песни, и их понимания в отношении будущей судьбы и звучания этих песен различались. Вскоре Троегубов ушёл из группы. Со своей стороны Троегубов отыграл несколько сольных «квартирников», на которых ему помогал скрипач Михаил Россовский. Однако в тот момент Троегубов и Григорян ещё не были готовы к окончательному разрыву, происходит воссоединение, и «Крематорий» записывает альбом «Иллюзорный мір». Поклонники группы положительно воспринимают студийный альбом, который они ожидали два года.
В начале 1987 года «Крематорий» впервые прозвучал по радио, а в марте советское телевидение впервые показало песню «Мусорный ветер», для которой специально была записана новая фонограмма, где все скрипичные партии исполнил скрипач Вадим Саралидзе, имеющий консерваторское образование.
В июне 1987 года на фестивале Московской рок-лаборатории «Крематорий» и скрипач Вадим Саралидзе выступили с новой программой. Официально случился уход Виктора из коллектива.

## Группа «Дым» (1988 - 1991)
Осенью 1987 года Виктор Троегубов, Сергей Пушкарев, Вадим Саралидзе и Андрей Мурашов, назвав себя группой «Дым», начинают работать над новыми песнями Троегубова. К удивлению критиков, в музыкальной стилистике нового коллектива наметился абсолютно неожиданный для выходцев из «Крематория» арт-роковый крен, хотя в звуковой палитре использовались элементы абсолютно разных жанров — хард-рока и бита, рок-н-ролла и даже кантри.
26 апреля 1988 года группа «Дым» отыграла свой первый концерт под ритм-машину, после чего в состав пригласили барабанщика Александра Соломатина. В мае коллектив сделал на репетиции демонстрационную запись «Проба пера», которая была украдена и вскоре стала тиражироваться в киосках звукозаписи. Поскольку демозапись включала песни «Приветствие», «Ты вошла» и «Все кончается» (записанные на концерте «Крематория» в 1987 г.), а записи в те годы тиражировались на катушках и кассетах без обложек, во многих городах фонограмму «Проба пера» стали продавать как новый альбом «Крематория».
«Дым» много концертирует, становится лауреатом масштабного конкурса «Звуковой дорожки» газеты «Московский комсомолец», участвует в нескольких рок-фестивалях. В 1989 году группа записала студийный альбом Sapienti sat («Для умного достаточно»), который активно распространяется в виде магнитоальбома (в начале 1991 г. альбом выйдет в виде долгоиграющей пластинки на всесоюзной фирме грамзаписи «Мелодия» (на CD — в 1993 «SoLyd Records»).
Музыкальный критик Артем Липатов сумел найти для этой студийной работы точное определение:
…необычный коктейль классических оркестрантов с представителями „крутого“ андерграунда и привел к тому, что сейчас так непросто определить музыкальный стиль группы. Оставаясь цельной и индивидуальной, эта музыка вобрала в себя элементы таких, казалось, бы, несовместимых жанров, как кантри-бит и арт, хард-рок и камерная акустика, фламенко и джаз. Видимо, эта многослойность вкупе с философской откровенностью текстов и делает данный альбом столь интересным.

## Возвращение в «Крематорий» (1991-94)
В начале 1991 года состоялась встреча Виктора Троегубова с Арменом Григоряном. Григорян предложил дать совместный акустический квартирный концерт, после чего Троегубов получил предложение принять участие в презентации нового крематорского альбома «Зомби». Концерты-презентации состоялись в ДК МЭИ 22 и 23 февраля 1991 года. Сразу после презентаций «Зомби» группу «Крематорий» покинул гитарист Виктор Осипов, после чего в состав коллектива был приглашен гитарист «Дыма» Андрей Мурашов.
В конце июня «Крематорий» принял участие в Соловецком Рок-форуме (совместно с группами «Аквариум», «Трилистник», «Разные люди» и др.), вся выручка от концертов в Архангельске и Северодвинске поступила в фонд восстановления Соловецкого монастыря. С июля 1991 года Троегубов начал одновременно с музыкальной деятельностью выполнять обязанности директора группы «Крематорий». В 1992 году Виктор стал генеральным директором официально зарегистрированного акционерного общества «Крематорий». Акционерное общество «Крематорий» просуществует два года. «Крематорий» активно концертирует, в конце ноября — начале декабря принимает участие в масштабных концертах в Спорткомплексе «Олимпийский», посвященных годовщине телекомпании «Вид». Сокращенная версия концерта транслируется по телевидению. В декабре группа проезжает с концертами по Сибири, посетив Омск, Красноярск, Новосибирск и Барнаул.
В 1991 году «Крематорий» дал 53 концерта, а в 1992 году — 57 концертов, что являлось отличным показателем для того времени. А вот о записи нового студийного альбома в подобных условиях пришлось забыть. Лишь в 1993 году появилась фирма, предложившая группе финансирование студийной записи и выпуск диска. «Крематорий» решает записывать не новый альбом, а сборник лучших песен за всю историю группы, потому что многие альбомы ранее были записаны на примитивных студиях и их фонограммы являлись несовершенными. У «Крематория» в тот момент времени имелась в наличии концертная программа из тех самых хитов, которые в подобных версиях ещё не были записаны. Для альбома были отобраны 21 известная песня из уже изданных альбомов «Крематория» (среди них песни Троегубова «Винные мемуары» и «Посвящение бывшей подруге»), две новых песни были написаны специально для данного студийника, кроме того группа записала для пластинки хит «Дрянь» Майка Науменко группы «Зоопарк» (основной вокал исполнил Троегубов). Поскольку 24 песни не могли уместиться на одном виниловом диске, альбом вышел на двух дисках и по этой причине получил название «Двойной альбом». 24 песни были записаны и сведены в звуковой студии Киностудии им. Горького. 25-26 марта 1993 года концерты-презентации «Двойного альбома» состоялась в столичном ДК им. Горбунова, а 3-4 апреля аналогичные мероприятия прошли в Санкт-Петербурге.
Осенью 1993 года «Крематорий» планировал проведение масштабного концерта 10-летия группы. Уже был забронирован на 6 октября зал ДК им. Горбунова, тогда являвшийся площадкой для столичных рок-концертов, была заказана многоканальная запись и съемочная группа программы «Рок-н-ролл ТВ», активно распространялись билеты на юбилейный концерт. Однако 3 и 4 октября 1993 года в Москве произошёл разгон Верховного Совета России. Виктор Троегубов, Армен Григорян и новый директор группы «Крематорий» Михаил Оразов вместе с Андреем Макаревичем и Гариком Сукачевым из единственной действовавшей в тот момент телестудии на Шаболовке призвали сограждан к спокойствию и взаимной толерантности. В итоге 5-7 октября были объявлены днями траура, и юбилейный концерт «Крематория» пришлось переносить на 14 октября. В назначенный день не удалось организовать многоканальную звукозапись концерта, но сам концерт состоялся, прошёл с успехом и был записан на видео. Звуковая дорожка концерта сводилась телевизионным звукорежиссёром в режиме реального времени, то есть после концерта исправить допущенные музыкантами ошибки и переписать отдельные инструменты было невозможно.
В 1993 году группа «Крематорий» приняла участие в съемках полнометражного художественного фильма «Тацу» режиссёра Вячеслава Логунова (позднее фильм также распространялся под названием «Гончие псы»). И со сценарной точки зрения, и в плане режиссуры картина оказалась весьма несовершенной, вследствие чего не только не попала в прокат, но и вообще осталась незамеченным кинематографическими кругами. Во время съемок фильма были смонтированы несколько видеоклипов на известные хиты группы («Маленькая девочка», «Гончие псы» и др.), эти ролики стали для коллектива качественными промоматериалами и не раз транслировались по телевидению.
В январе 1994 года в студии Московского Дворца молодёжи группа «Крематорий» приступила к записи студийного альбома «Танго на облаке». Когда работа по записи инструментальных дорожек и партии основного вокала альбома была закончена, Троегубова пригласили на студию, где он пропел партии бэк-вокала в песнях «Брат во Христе», «Джефф — белая кровь», «Некрофилия» и «Квазимодо».  Последним концертом Виктора Троегубова в составе группы «Крематорий» стало выступление, состоявшееся 8 мая 1994 в Свердловске. А в ночь на 9 мая в поезде по пути в Москву состоялся конфликт, одной из сторон которого являлся Армен Григорян, другой — Виктор Троегубов и директор группы Михаил Оразов. Троегубов и Оразов покинули группу «Крематорий».

## «Дым» (1994—1997, с 2012)
В апреле 1994 года, формально ещё являясь участником группы «Крематорий», Виктор Троегубов начал подыскивать музыкантов для своего нового проекта.
Однако как слушатель Троегубов очень любил «тяжелую» музыку — особенно творчество «Led Zeppelin», «Black Sabbath» и «Ozzy Osbourne», «Deep Purple», «Slade», «Atomic Rooster». Иногда Виктор сочинял «тяжёлые» композиции, воплотить которые в рамках «Крематория» было невозможно. Поскольку Виктор понимал, что его новый альбом будет кардинально отличаться не только от музыки «Крематория», но и от стиля первого состава группы «Дым», он сразу предупреждал приглашаемых инструменталистов, что его новый проект ориентирован на хард-рок и прогрессив.
Интенсивный поиск музыкальных единомышленников начал приносить результаты. Первым был найден лидер-гитарист Константин Латышев, который сразу уловил дух новых хард-роковых композиций Троегубова и воплотил их в гитарные риффы. Барабанщиком стал приятель Латышева Евгений Поляков. Вскоре появился бас-гитарист Андрей Устин, который до этого исполнял преимущественно ритм-энд-блюз. Из первого состава «Дыма» кроме Троегубов был задействован лишь Сергей Пушкарев, который на сей раз занял место клавишника. Именно в таком составе группа начала репетиции, а в сентябре 1994 года записала три хард-роковые композиции. Запись подтвердила правильность выбранного Троегубовым музыкального стиля. Одновременно выяснилось, что не все участники группы обладают профессиональным уровнем, необходимым для исполнения «тяжелой» музыки. Основные претензии предъявлялись ударнику, поэтому на своем первом публичном выступлении 18 ноября 1994 года в легендарном московском клубе «Секстон» (Sexton) группа «Дым» задействовала барабанщика первого состава Александра Соломатина. Однако уже в декабре 1994 года был найден постоянный ударник Александр Дорофеев, который отыграл свой первый концерт 14 января 1995 года. Несколько позже, в октябре 1995 года, группу покинул Латышев, «вредные привычки» которого стали непреодолимым препятствием для его музыкальной деятельности. На место лидер-гитариста был приглашен Григорий Моисеев, ранее выступавший в хэви-металлической группе «Родмир». Группа стабилизировалась в составе Троегубов-Моисеев-Устин-Пушкарев-Дорофеев, который продолжил работу над записью студийного альбома.
Группа «Дым» перебивалась редкими выступлениями и продолжала запись студийного альбома, который был закончен в марте 1996 года и получил название по своей заглавной композиции — «Мастер снов».
Музыкальные критики высоко оценили эту студийную работу. В «Энциклопедии российской поп- и рок- музыки» 2001 года написано:
…Диск, к неожиданности для тех, кто знал прошлое творчество Троегубова, получился хард-роковым, почти резво-тягучим, в духе «Black Sabbath». Троегубов и сотоварищи проявили себя и как мастера тяжелого блюза…
;
«Малая энциклопедия. Русский рок», издательства «ЛЕАН» — «АНТАО», 2001 год:
…"Дым" второго созыва старается воплотить давнюю мечту Троегубова о записи полноценного «тяжелого» альбома, нечто среднего между архаичным хард-роком и музыкой прогрессив… В ноябре 1996 года альбом «Мастер снов» вышел на фирме «Мороз Рекордз». Альбом заслужил высокую оценку как публики, так и критики, поскольку Троегубов снова угадал актуальные тенденции времени — хард-рок. Однако из-за хронических болезней отечественного шоу-бизнеса и отказа продюсеров поддерживать интеллектуальный рок, проект дальнейшего развития не получил"«Малая энциклопедия. Русский рок», Издательства «ЛЕАН» — «АНТАО», 2001 год
После того как «Дым» отыграл концерты, посвященные презентации альбома «Мастер снов», и выступил на нескольких «живых» радио-эфирах, в начале 1997 года Троегубов распустил группу.
В 2012 году, Троегубов возобновляет музыкальную деятельность и заканчивает запись своего третьего студийного альбома «Простые песни».

## Литературная и издательская деятельность
Ещё в 1990 году увидели свет первые официальные литературные публикации Виктора Троегубова: подборка стихов в альманахе «Поэзия», а также автобиографические записки «Невинные мемуары» о группе «Крематорий» в культовом журнале «Контркультура». В 1991 году подборка стихов Троегубова вошла в антологию рок-поэзии «Альтернатива», где были представлены все «классики» жанра.
После окончания музыкальной деятельности с группой «Дым» Троегубов с января по июнь 1997 года работал музыкальным журналистом в журнале «Сельская молодёжь», еженедельнике «Вакансия». Однако сиюминутность интересов периодических изданий не симпатична Виктору, и он начинает работу над несколькими книгами о рок-музыке.
В марте 1999 года в издательстве «ЛЕАН» вышла книга «Легенды Русского Рока». Троегубов являлся автором проекта, написал три главы из восьми («Александр Градский», «Машина времени», «Аквариум»).
В ноябре 1999 года была издана книга мемуаров Виктора Троегубова «Жизнь в КРЕМАТОРИИ …и вокруг него», где он излагал свой взгляд на историю группы «Крематорий». В книге опубликованы интервью двух директоров группы «Крематорий», Дмитрия Бродкина и Сергея Хорушева.
В 2000 году вышла книга «Ария. Легенда о динозавре». Краткая история её создания такова. В 1996-97 годах Дилан Трой написал книгу о группе «Ария», однако музыканты «Арии» заблокировали выход книги ввиду её крайней субъективности. В 1999 году Троегубов стал инициатором и автором переработки рукописи Троя, большое значение для книги имели вошедшие в рукопись материалы, созданные автором большинства текстов группы «Ария» Маргаритой Пушкиной.
В 2002 году Троегубов стал продюсером книги Маргариты Пушкиной «Ария Маргариты», в которой автор большинства «арийских» текстов приоткрыла секреты своей авторской «кухни» и представила на суд публики неопубликованные ранние версии текстов для песен группы «Ария».
В 2002 году издательство «АВАНТА+» выпустило музыкальную энциклопедию «Музыка наших дней», в которой Виктор Троегубов и привлеченная им Маргарита Пушкина выступили в качестве научных консультантов. Троегубов написал для этой книги главы «Рок-н-ролл» (в соавторстве с Н. Майсуряном), «Хард-рок», «Глэм-рок», «Рок в России», а также большие обзорные статьи об Элтоне Джоне, группах «Deep Purple», «Led Zeppelin» и «Slade».
Троегубов являлся продюсером и литературным редактором книг Андрея Беспамятного «LED ZEPPELIN» (2003), «JUDAS PRIEST» (2004) и «OZZY OSBOURNE» (2004, все — издательство Нота-Р), при этом Троегубов являлся соавтором двух последних книг.
Троегубов также стал продюсером и литературным редактором «Энциклопедии Power&Speed Metal» (2004, Нота-Р) и «Энциклопедии Gothic&Doom Metal» (2006, Нота-Р), автором-составителем которых являлся Игорь Грачёв.

## Дискография
- 1983 — «Vinus Memoirs» («Винные мемуары»), группа «Крематорий»
- 1984 — «Крематорий II», группа «Крематорий»
- 1986 — «Иллюзорный мир», группа «Крематорий»
- 1988 — «Проба пера», Виктор Троегубов & «Дым»
- 1989 — Sapienti sat («Для умного достаточно»), Виктор Троегубов & «Дым»
- 1993 — «Двойной альбом», группа «Крематорий»
- 1994 — «Танго на облаке», группа «Крематорий»
- 1995 — «Unplugged», группа «Крематорий»
- 1995 — «Крематорий — 10 лет», группа «Крематорий»
- 1996 — «Мастер снов», Виктор Троегубов & «Дым»
- 2011 — «Квартирник у "Перца"», Виктор Троегубов & «Дым»
- 2015 — «Простые песни», Виктор Троегубов & «Дым»

## Фильмография
- 1994 — Тацу

## Литературная и издательская деятельность
- 1999 — Троегубов В., Пушкина М., Липатов А. и др. Легенды Русского Рока. Книга 1. — М.: Леан. — 280 с. — ISBN 5-85929-036-5.
- 1999 — Троегубов В. Жизнь в КРЕМАТОРИИ …и вокруг него. — М.: Леан. — 381 с. — ISBN 5-85929-064-0.
- 2001 — Трой Д., Троегубов В., Пушкина М. Ария. Легенда о Динозавре. — М.: Леан. — 368 с. — ISBN 5-85929-042-X.

## Продюсирование и соавторство
- 2002 — Д. Володихин. Музыка наших дней. — М.: Аванта+, 2002. — 432 с. — ISBN 5-94623-025-5.
- 2004 — М. Пушкина. Ария Маргариты. — М.: Нота-Р, 2004. — 376 с. — ISBN 5-85929-116-7.
- 2004 — А. Беспамятнов. Ozzy Ozbourne. — М.: Нота-Р, 2004. — 416 с. — ISBN 5-98581-010-0.
- 2004 — И. Грачев. Энциклопедия Power and Speed Metal. — М.: Нота-Р, 2004. — 424 с. — ISBN 5-94037-043-8.
- 2006 — И. Грачев. Энциклопедия Gothic & Doom Metal. — М.: Нота-Р, 2006. — 608 с. — ISBN 5-98581-021-6.